# En erfaring mindre
En erfaring mindre er en dansk dokumentarfilm fra 1993, der er instrueret af Eli Benveniste efter eget manuskript.

## Handling
En film om billedhuggeren Jørgen Haugen Sørensen, der ser sit arbejde som digterens. I sin søgen efter det enkle, det præcise, må han skære af og hugge væk. Jørgen Haugen Sørensen er grundlæggende dansk. Men hans tilværelse i udlandet har givet ham et distanceret blik, som en turist, der betragter livet omkring sig. Filmen følger Jørgen Haugen Sørensen over en længere periode - på arbejde i Italien, Spanien, Tyrkiet og i Danmark.